# Kazimierz Kucharski (giocatore di calcio a 5)
Kazimierz Kucharski (4 marzo 1968) è un ex giocatore di calcio a 5 polacco.
Utilizzato nel ruolo di portiere, come massimo riconoscimento in carriera ha la partecipazione con la Nazionale di calcio a 5 della Polonia al FIFA Futsal World Championship 1992 dove i polacchi sono giunti alla seconda fase, eliminati nel girone comprendente Spagna, Belgio e Iran.